# Circondario di Yanfolila
Il circondario di Yanfolila è un circondario del Mali facente parte della regione di Sikasso. Il capoluogo è Wassoulou-Ballé.

## Geografia antropica

### Suddivisioni amministrative
Il circondario di Yanfolila è suddiviso in 12 comuni:
- Baya
- Bolo-Fouta
- Djallon-Foula
- Djiguiya De Koloni
- Gouanan
- Gouandiaka
- Koussan
- Sankarani
- Séré Moussa Ani Samou De Siékorolé
- Tagandougou
- Wassoulou-Ballé
- Yallankoro-Soloba